# Ночная смена (фильм, 1990)
«Ночная смена» (англ. Graveyard Shift) — фильм ужасов 1990 года, экранизация одноимённого рассказа Стивена Кинга. В главной роли Дэвид Эндрюс.

## Сюжет
Небольшой американский городок Гейтсхолл (недалеко от города Касл-Рок). Находящаяся неподалёку от старого городского кладбища ткацкая фабрика просто кишит крысами. Один из рабочих пытается бороться с ними, в результате он оказывается в машине для обработки хлопка. На место погибшего поступает вновь прибывший в город Джон Холл. Его рабочее место находится в подвальном цеху, работа в котором проходит в ночную смену, которая именуется «кладбищенской». Здесь он встречается с истребителем крыс, ветераном вьетнамской войны Такером Кливлендом.
Вскоре в подвале погибает ещё один рабочий, после чего управляющий Уорик создаёт бригаду для расчистки подвала. Работы начинаются в праздник 4 июля. Помимо собственно уборки помещения предполагается, что сотрудники бригады будут уничтожать крыс, что и пытается сделать Броган стреляя в них из водяного шланга. Уорик даёт Такеру задание уничтожить крыс на кладбище, однако в ходе работ в старом склепе истребитель погибает от упавшего на него надгробия. Тем временем Холл находит в подвале люк, где, как он считает, и плодятся крысы. Рабочие и управляющий спускаются туда.
Там оказывается ещё одно производственное помещение, заполненное старой техникой. Неожиданно Броган, с шлангом в руке, находит на нем человеческое предплечье. От страха рабочий пытается бежать по гнилой лестнице, которая обрушивается под ним. В итоге он падает ещё ниже, где на него нападает огромная летучая мышь-мутант. Оставшиеся в подвале рабочие разбиваются на две группы, каждая из которых пытается самостоятельно выбраться наружу. Кармайкл находит в пещере проход сквозь которого слышен шум реки и бежит туда. Там он находит отверстие но засунув туда руку он атакован чудовищем которая откусывает ему руку а потом затаскивает его во внутрь. Потерявший рассудок Денсон отказывается идти дальше и остается один. Услышав рядом странный звук, он зажигает зажигалку и в ужасе видит прямо перед собой чудовище, которое сразу же убивает его. Оставшиеся в живых встречаются в огромной подземной пещере, всё дно которой усеяно человеческими скелетами. Однако, вместо сотрудничества Уорик нападает на Холла и его девушку и смертельно ранит её. После чего управляющий пытается с ножом напасть на монстра, но тот оказывается проворней, в итоге Уорик становится очередным блюдом для мутанта.
Холлу удаётся по канату подняться в одно из верхних помещений фабрики, однако туда же выбирается и монстр. Джона спасает лишь то, что хвост чудовища запутывается в механизме хлопкоперерабатывающей машины, и после её запуска механизм перемалывает летучую мышь на мелкие куски, которые сразу же становятся объектами крысиного пиршества.

## Актёры
- Дэвид Эндрюс — Джон Холл
- Келли Вульф — Джейн Висконски
- Стефен Махт — Уорик
- Эндрю Дивофф — Дэнсон
- Вик Полизос — Броган
- Брэд Дуриф — Такер Кливленд, истребитель крыс
- Роберт Алан Бойт — Иппстон
- Илона Маргулис — Морделло
- Джимми Вудард — Кармайкл
- Джонатан Эмерсон — Джейсон Рид
- Майнор Рутс — Стивенсон
- Келли Гудман — секретарь Уорика
- Сьюзэн Лауден — Дейзи Мей
- Джо Перхэм — фабричный инспектор

Ткацкая фабрика, вокруг которой происходит действие фильма, носит имя Бахмана — схожий псевдоним (Ричард Бахман) использовал Стивен Кинг при написании нескольких своих произведений.

## Отзывы
Самому Стивену Кингу экранизация не понравилась, и он называл картину «эксплуатационной».

## Номинация
- 1991 — номинация на фестивале Fantasporto в категории «лучший иностранный фильм».